# Komisjonowanie
Komisjonowanie (z ang. to commission zlecać, zamawiać) – część procesu magazynowania. 
Polega ona na rozformowaniu (rozdzieleniu) zbiorczych jednorodnych jednostek ładunkowych (np. palet) składowanych w magazynie na grupę opakowań jednostkowych i zestawienie ich na jedną paletę zgodnie z zamówieniami klientów.